# Heinrich Riethmüller
Heinrich Riethmüller (né le 23 décembre 1921 à Berlin, mort le 8 décembre 2006 à Baiersbronn) est un compositeur et réalisateur de doublage allemand.

## Biographie
Après avoir été au Canisius-Kolleg Berlin (école jésuite), Heinrich Riethmüller étudie à partir de 1940 la musique d'église à la Akademie für Kirchen- und Schulmusik à Berlin. À partir de 1942, Riethmüller travaille comme organiste et chef de chœur. Après 1945, il joue dans le Radio Berlin Tanzorchester et, en 1947, devient directeur musical du cabaret berlinois Ulenspiegel.
Riethmüller est très large sur le plan musical. Bien qu'il ait également composé des œuvres sérieuses telles que Tempelhofer Messe (1974), la musique légère était son véritable métier. Il écrit à partir de 1951 une série de musiques de films pour des comédies pour la plupart triviales ou des films régionalistes. En outre, Riethmüller appartient à cette époque également à l'équipe de l'émission de radio satirique Die Rückblende, diffusée par la RIAS. Il contribue principalement à la musique de chansons littéraires. À partir de 1961, il travaille aussi pour la télévision, en premier pour la NDR.
La rencontre avec Hans Rosenthal est décisive pour la suite de la carrière de Riethmüller. Il écrit pour l'animateur vedette presque tous les génériques de ses émissions radiophoniques telles que Wer fragt, gewinnt, Allein gegen alle et Spaß muß sein, ainsi que pour la jeu télévisé Gut gefragt ist halb gewonnen. Il se fait connaître du public avec Dalli Dalli en tant que chef d'orchestre ou accompagnateur au piano ou au piano électrique Wurlitzer des chanteurs invités de l'émission. De plus, il a son propre orchestre et dirige l'orchestre du RIAS ; Hans Rosenthal assiste fréquemment aux événements berlinois à la tête du RIAS Tanzorchester.
À partir de 1950, Riethmüller est également directeur musical dans le doublage de longs métrages en langues étrangères. Son travail le plus célèbre est Mary Poppins en 1964 avec une adaptation des chansons et des dialogues d'Eberhard Cronshagen. L’équipe Cronshagen-Riethmüller travaill ensemble les années suivantes sur d'autres versions doublées de films de Walt Disney Pictures. Avec la version allemande du Livre de la jungle en 1967, Riethmüller prouve qu'il est également capable de gérer l'écriture et la réalisation du doublage en solo ainsi que la direction musicale. Il s'occupe de toutes les productions de Disney jusqu'à Rox et Rouky en 1981. En outre, les studios Disney lui commandent dans les années 1970 de nouvelles versions doublées allemandes pour les dessins animés plus anciens.
Au début des années 1980, Riethmüller se retire de la synchronisation et s'installe à Baiersbronn et se consacre à d'autres projets musicaux comme pour des pièces de théâtre. Il s'implique au sein du Sängerbund Baiersbronn. Pendant de nombreuses années et jusqu'au début de l'automne 2006, il accompagne les chanteurs au piano. Pour la chorale, Riethmüller écrit spécialement des chansons.
Heinrich Riethmüller est également étroitement associé à la promotion musicale des enfants et des adolescents. Dans les années 1980 et 90, le musicien professionnel jouait souvent avec la chorale d'enfants Bad Oeynhausen e.V., dirigée par la soprano Brunhilde Mühlmeier, en Westphalie orientale-Lippe, à Berlin et dans la Forêt-Noire. Dans ces représentations conjointes du Tempelhofer Messe, il reprend toujours la partie pour orgue lui-même. Il consacre ses propres compositions à la chorale d'enfants et à la ville balnéaire.

## Filmographie
- 1952 : Der Fürst von Pappenheim : avec Hugo Hirsch
- 1952 : Man lebt nur einmal
- 1953 : So ein Affentheater : avec Peter Kreuder
- 1954 : Heideschulmeister Uwe Karsten
- 1954 : Die sieben Kleider der Katrin : avec Bruno Balz et Georg Haentzschel
- 1955 : Der Himmel ist nie ausverkauft : avec Heino Gaze
- 1955 : Der Pfarrer von Kirchfeld (de)
- 1958 : Vater, Mutter und neun Kinder (de) : avec Heino Gaze
- 1964 : Gut gefragt ist halb gewonnen (série télévisée)
- 1967 : Brille und Bombe: Bei uns liegen Sie richtig! (de)
- 1968 : Wilhelmina (série télévisée)
- 1971 : Ich träume von Millionen (TV)
- 1971 : Dalli Dalli (émission de télévision)
- 1973 : So'n Theater (TV)
- 1975 : Aus der Chronik der Familie Sawatzki : Lichtspiele am Preußenkorso (série télévisée)
- 1977 : Aus der Chronik der Familie Sawatzki : Preußenkorso 45-48 (série télévisée)
- 1979 : Die Koblanks (série télévisée)
- 1981 : Das waren noch Zeiten - Kleine Geschichten von Kalke & Söhne (TV)
- 1981 et 1985 : Leute wie du und ich (série télévisée, 2 épisodes)
- 1990 : Mutter Gräbert macht Theater (TV)